# Izabela Maria Parmeńska

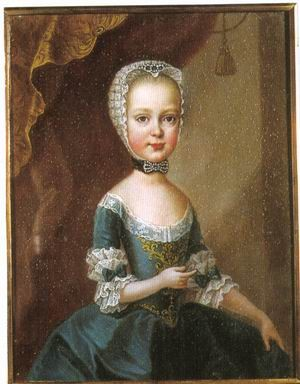
Mała Maria Teresa

Izabela Maria Parmeńska (wł. Elisabetta Maria Luisa Antonietta Ferdinanda Giuseppina Saveria Dominica Giovanna di Borbone-Parma, ur. 31 grudnia 1741, zm. 27 listopada 1763) – najstarsza córka Filipa I, księcia Parmy i Ludwiki Elżbiety, córki króla Francji Ludwika XV.
Wychowała się na dworze królewskim, w Madrycie, ale później razem z rodzicami przeniosła się do Parmy (północne Włochy). Z czasem stała się melancholiczką, a po śmierci jej matki w 1759 stale myślała o śmierci.
6 października 1760, w wieku 18 lat, poślubiła późniejszego cesarza Józefa II. W Wiedniu wszyscy szybko ją pokochali za jej urodę i inteligencję. Zaprzyjaźniła się również szybko z siostrą Józefa – Marią Krystyną. Mimo że obie spotykały się codziennie, pisały również do siebie liczne listy. W jednym z takich listów Izabela wyznaje, że kocha Marię Krystynę.
Izabela i Józef II mieli dwie córki:
- Marię Teresę (ur. 20 marca 1762 – zm. 23 stycznia 1770 na zapalenie płuc),
- Marię Krystynę (urodzoną i zmarłą 22 listopada 1763).

Izabela zmarła na ospę po trudnym połogu, kilka dni po swojej młodszej córce. Została pochowana w Krypcie Cesarskiej w Kościele Kapucynów w Wiedniu, obok swojej teściowej. Jej mąż ożenił się po raz drugi, z Marią Józefą Wittelsbach.

## Genealogia
| 4. Filip V Hiszpański |  |                               |  |  |                      |
|                       |  | 2. Filip I Parmeński          |  |  |                      |
| 5. Elżbieta Farnese   |  |                               |  |  |                      |
|                       |  |                               |  |  | 1. Izabela Parmeńska |
| 6. Ludwik XV          |  |                               |  |  |                      |
|                       |  | 3. Ludwika Elżbieta Francuska |  |  |                      |
| 7. Maria Leszczyńska  |  |                               |  |  |                      |
|                       |  |                               |  |  |                      |